# ISO 3166-2:PS
ISO 3166-2:PS è uno standard ISO che definisce i codici geografici dello Stato di Palestina ed è un sottogruppo del codice ISO 3166-2.
Tali codici sono stati assegnati ai sedici governatorati e sono formati dalla sigla PS-, seguita da tre lettere.

## Codici
| Codice | Governatorato      |
| ------ | ------------------ |
| PS-BTH | Betlemme           |
| PS-DEB | Dayr al-Balah      |
| PS-GZA | Gaza               |
| PS-HBN | Hebron             |
| PS-JEN | Jenin              |
| PS-JRH | Gerico - Al Aghwar |
| PS-JEM | Gerusalemme        |
| PS-KYS | Khan Yunis         |
| PS-NBS | Nablus             |
| PS-NGZ | Gaza Nord          |
| PS-QQA | Qalqilya           |
| PS-RFH | Rafah              |
| PS-RBH | Ramallah           |
| PS-SLT | Salfit             |
| PS-TBS | Tubas              |
| PS-TKM | Tulkarm            |